# G.A.だにょ
『G.A.だにょ』（じーえーだにょ）は、ギャラクシーエンジェルとデ・ジ・キャラットにょをフィーチャーしたラジオ番組である。放送期間は2003年4月6日（4月5日深夜）から2003年9月7日（9月6日深夜）までで全26回。

## パーソナリティー
- 田村ゆかり（蘭花・フランボワーズ（ギャラクシーエンジェル）役）
- 真田アサミ（デ・ジ・キャラット（デ・ジ・キャラット）役）
- 新谷良子（ミルフィーユ・桜葉（ギャラクシーエンジェル）役）

## 放送時間
- ラジオ大阪 土曜 0:30 - 1:00（金曜深夜）
- 北海道放送 日曜 1:30 - 2:00（土曜深夜）
- 文化放送 土曜 2:30 - 3:00（金曜深夜）
- 信越放送 月曜 0:30 - 1:00（日曜深夜、一部雑誌や番組公式HPでは「日曜24:35から」となっているが、実際は5分早く放送していた）
- 東海ラジオ 日曜 1:00 - 1:30（土曜深夜）
- RKB毎日放送 金曜 1:00 - 1:30（木曜深夜）

## 概要
- 14回目以降はG.A.だにょZと改名されたが、本項では同一番組として扱う。
- ギャラクシーエンジェルとぴたテンをフィーチャーした番組であるぴたぴたエンジェル♪Aおよびデ・ジ・キャラットをフィーチャーした番組であるでじこさんの後番組であり、番組改編期でギャラクシーエンジェル（第三期）のアニメ放送が終わりデ・ジ・キャラットにょが始まるタイミングで放送が開始された。
- 第11回はBroccoli GAMERS Radio枠を利用して1時間スペシャルが放送された。代わりにBroccoli GAMERS Radioが1時間スペシャルの週はお休み。Broccoli GAMERS Radioが放送されていない局では2週とも普段通り30分（別収録の特別企画）の放送。
- 番組終了後、Broccoli GAMERS Radioの放送枠を合わせて「にょBROCCOLI GAMERS RADIO」としてリニューアル（コンプレックス番組化）。番組1時間の前半30分はにょにょらじが、後半30分はエンジェルLOVEが放送された。

## コーナー
狙え!予告ホームラン!
今週のラジオの嘘予告をリスナーから募集し読み上げるコーナー。最後は真田アサミの「んな訳あるか!目からビーム!!」で閉める。
メールでしゅわっしゅわ
いわゆるふつおたのコーナー。
いろんなものに目からビーム
捨ててしまいたいもの、忘れてしまいたいことをでじこの『目からビーム』で焼き尽くすコーナー。
エンジェル隊入隊希望!
こんな人がエンジェル隊に入隊したら紋章機の名前はこんなだろうと予想するコーナー。
魔法少女らんふぁ
あこがれの蘭花魔法少女計画のあらすじとサブタイトルと考えるコーナー。
あなたがラッキースター
ミルフィーユの運の良さを活用して銀河が平和になる方法をみんなで考えるコーナー。
お知らせするにょ!
ギャラクシーエンジェルやデ・ジ・キャラットに関するグッズや商品などを紹介するコーナー。
狙え!予告スマッシュ!
今週の放送内容をみんなで予想するコーナー。
番組タイトルがG.A.だにょZに変わった際に'狙え!予告ホームラン!'のコーナー名が変わった物で、コーナー内容は同じである。
エンジェル隊入隊届提出所！
こんな人がエンジェル隊に入隊したら紋章機の名前はこんなだろうと予想するコーナー。
今日のぴっ単語
一つのお題で思い浮かぶ「単語」を三人でせーので言ってみるコーナー。
Ａ（エンジェル）に誓いの言葉
「あなたは○○を誓いますか？」この○○の部分にいろんな言葉＆セリフを入れちゃうコーナー。
ここで一句にょ
季語、しきたりにとらわれず新しい俳句を作るコーナー。俳句の上の句、中の句、下の句をばらばらに送ってもらい、ランダムで順に読み上げる。

## テーマソング
- OP：ミラクル★テレパシー
- ED：午前0時はハッピースタート!

両曲とも作詞･作曲･アレンジは元P-MODELの福間創。

## CD
ミラクル☆テレパシー（2003/5/23 BRDF-3006）

## ゲスト
- ＃02：氷上恭子
- ＃03：沢城みゆき
- ＃07：南央美
- ＃11：氷上恭子、沢城みゆき
- ＃18：氷上恭子

| ラジオ大阪 土曜0:30～1:00枠                                         | ラジオ大阪 土曜0:30～1:00枠    | ラジオ大阪 土曜0:30～1:00枠               |
| 前番組                                                              | 番組名                         | 次番組                                    |
| ------------------------------------------------------------------- | ------------------------------ | ----------------------------------------- |
| でじこさん                                                          | G.A.だにょ                     | エンジェルLOVE                            |
| 文化放送 土曜2:30 - 3:00                                            |                                |                                           |
| スタチャ情報発信番組 ホレぼれ。（第1期） （2002年10月 - 2003年3月） | G.A.だにょ （2003年4月 - 9月） | エンジェルLOVE （2003年10月 - 2005年3月） |